# Шенгель
Шенгель — озеро в Карабалыкском районе Костанайской области Казахстана. Находится в 9 км к северо-западу от села Ленинское.
По данным топографической съёмки 1944 года, площадь поверхности озера составляет 2,58 км². Наибольшая длина озера — 2,2 км, наибольшая ширина — 1,9 км. Длина береговой линии составляет 7,8 км, развитие береговой линии — 1,35. Озеро расположено на высоте 218,5 м над уровнем моря.